# Rolls-Royce Phantom IV
Der Rolls-Royce Phantom IV war der exklusivste Pkw, den Rolls-Royce jemals fertigte. Nur 18 Exemplare wurden in den Jahren 1950–1956 ausschließlich für gekrönte Häupter und Präsidenten gefertigt. 16 Stück davon existieren heute noch.

## Beschreibung

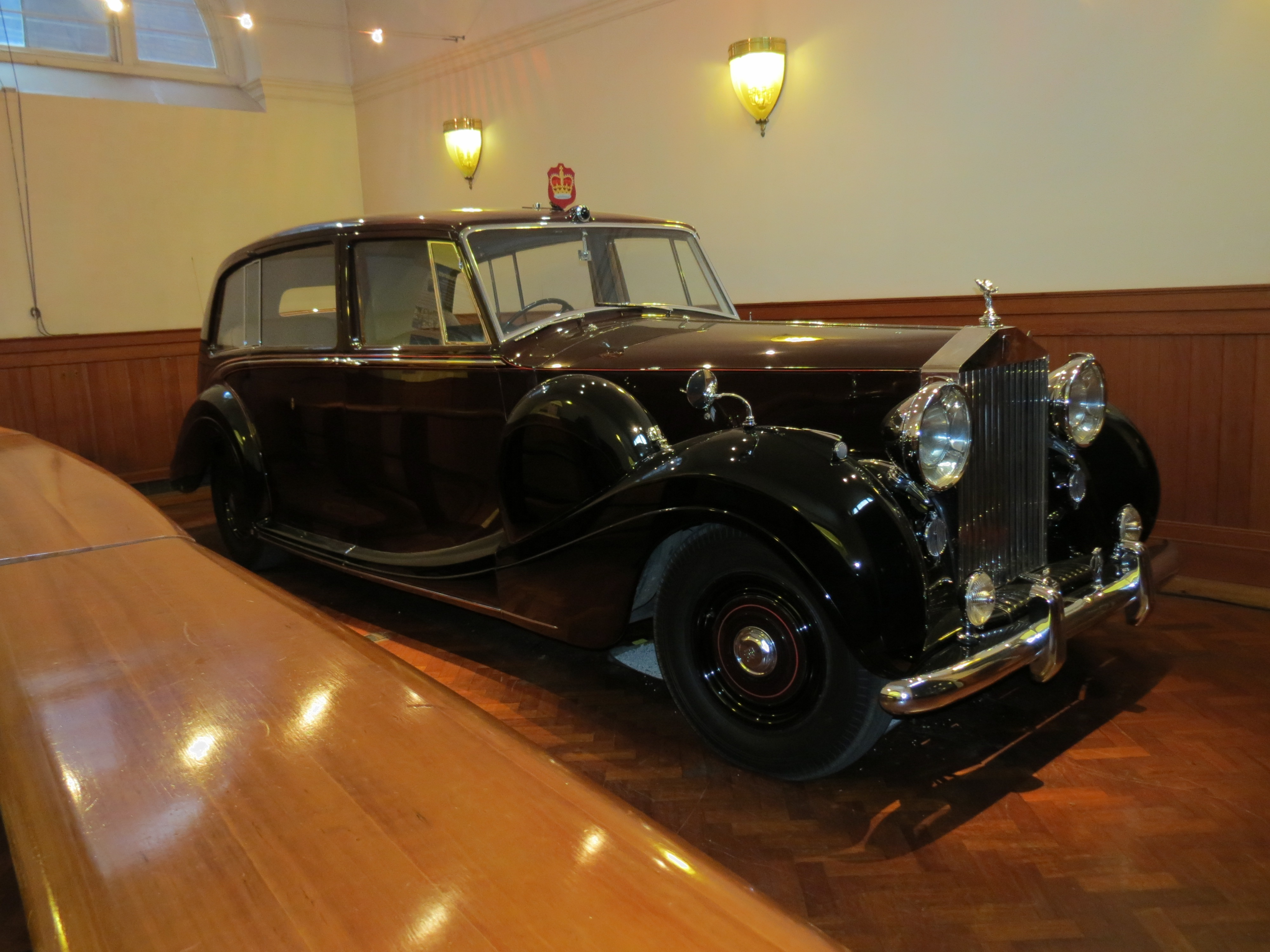
Der erste gebaute Phantom IV (1950) von Elisabeth II.

Rolls-Royce wollte eigentlich nach dem Zweiten Weltkrieg die Serie der großen Phantom nicht wieder aufleben lassen, entschied sich dann aber doch, noch einige Fahrzeuge in Einzelfertigung für spezielle Kunden herzustellen.
Das Fahrgestell wurde aus dem des eigentlichen Phantom-Nachfolgers Silver Wraith entwickelt, wobei man es wesentlich verlängerte und verstärkte. Der Radstand wuchs auf 3,68 m, die Fahrzeuglänge auf 5,82 m. Als einziger Rolls-Royce-PKW wurde der Phantom IV mit einem Reihenachtzylindermotor ausgestattet.
Der Achtzylinder-Reihenmotor war besonders für Repräsentationswagen geeignet, da er den Wagen lange Strecken mit geringer Geschwindigkeit bewegen konnte. Andererseits war er so stark, dass die Beschleunigung des Wagens durchaus mit der zeitgenössischer Sportwagen mithalten konnte. Er besaß einen Hubraum von 5675 cm³ und entwickelte eine Leistung von 164 bhp (121 kW). Verbunden war er mit einem manuellen Vierganggetriebe, ab 1954 mit einer vierstufigen Automatik. Die Höchstgeschwindigkeit lag bei 163 km/h.
Alle Exemplare dieses besonderen Modells wurden von freien Stellmachern karossiert.

## Geschichte

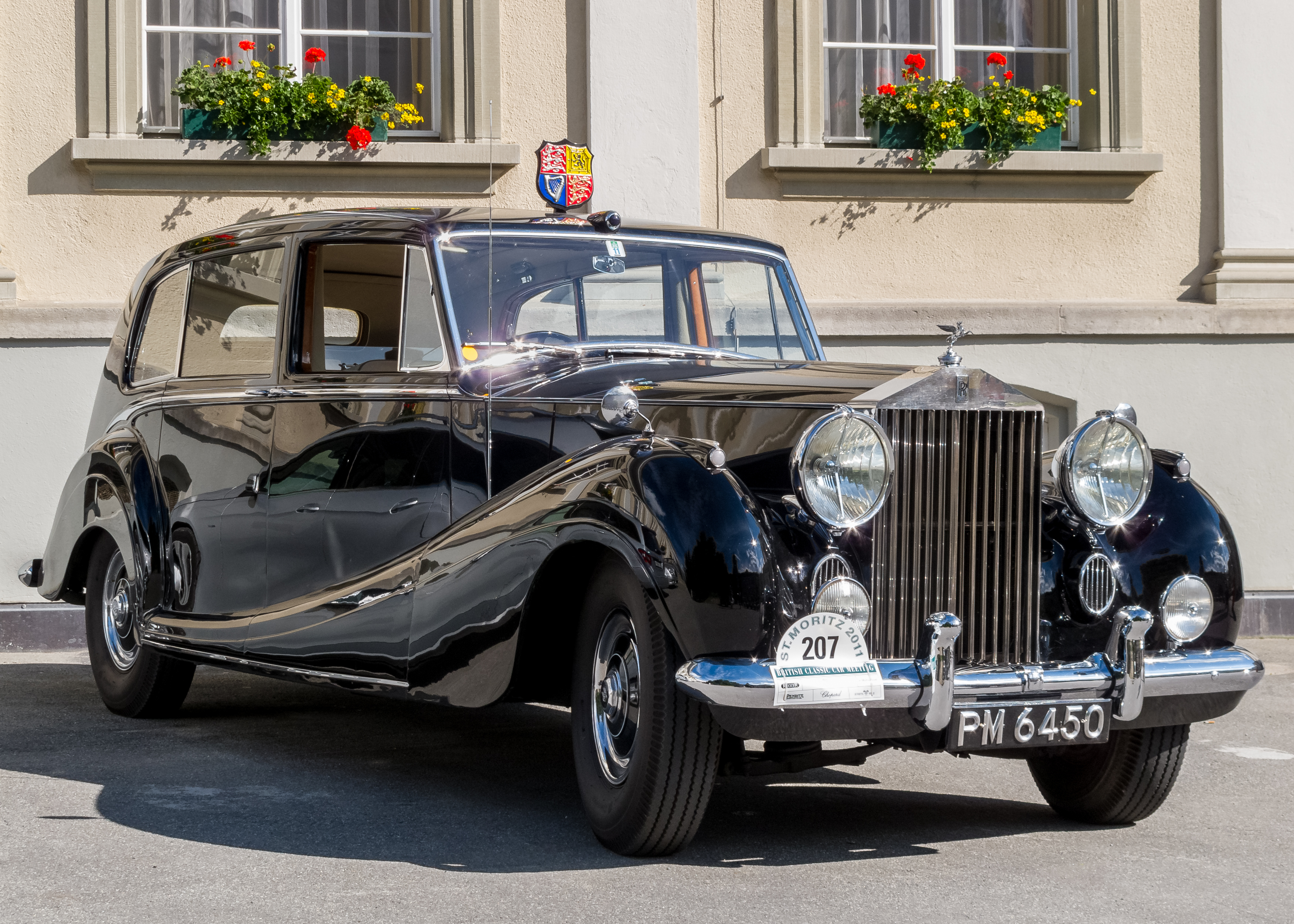
Rolls Royce Phantom IV (Bj. 1954) von Princess Margaret

1949 erhielt Rolls-Royce einen Auftrag von Prinzessin Elisabeth und Prinz Philip für eine große Limousine. Bis dahin bevorzugte die königliche Familie Autos von Daimler. Ein Nachfolger für den größeren Phantom III war wegen des schlechten wirtschaftlichen Klimas nach dem Krieg zurückgestellt worden, wurde durch die Bestellung aber aktiviert. Die Fertigung des neuen Wagens lief nicht am Hauptsitz der Firma in Crewe, sondern in der experimentellen „Clan Foundry“ in Belper an, wo sich nach dem Krieg die PKW-Produktion niedergelassen hatte.
Unter dem Projektnamen „Nahba“ wurde der Wagen 1950 ausgeliefert. Zunächst in Valentine Green lackiert, erhielt er später eine weinrot/schwarze Lackierung.
Der erste Phantom IV, der mit der Krönung Elisabeths zur Königin 1952 zur offiziellen Staatskarosse des Vereinigten Königreiches wurde, steht auch heute noch in den königlichen Garagen und wird gelegentlich genutzt, um Mitglieder der königlichen Familie und deren Freunde zum königlichen Pferderennen nach Ascot zu bringen. Dies war der erste von zwei Phantom IV, die Elisabeth II. bestellte. 1954 wurde ein weiterer dieser Wagen mit Landaulet-Aufbau an die königliche Fahrzeugflotte ausgeliefert.
Weitere Kunden waren die Schwester von Elisabeth II., Prinzessin Margaret, Countess of Snowdon und der spanische Diktator General Franco, dessen drei speziell für ihn gefertigte Phantom IV (zwei Limousinen und ein Cabriolet) als Staatskarossen in den Diensten von König Juan Carlos waren.

## Liste der 18 gefertigten Exemplare
| Fahrgestell | Erster Eigentümer                                                                                             | Stellmacher         | Karosserietyp             | Karosserie Nummer/Konstruktion | Ursprüngliche Außenfarbe                                 | Polster                                   | Auslieferungsdatum | Wissenswertes |
| ----------- | --- | ------------------- | ------------------------- | ------------------------------ | -------------------------------------------------------- | ----------------------------------------- | ------------------ | --- |
| 4AF2        | Prinzessin Elisabeth, Duchess of Edinburgh                                                                    | H. J. Mulliner      | Limousine, 7 Sitze        | 5034/7162                      | Zuerst “Valentine Green” (grün) und dann weinrot/schwarz | Vorne: blaues Leder, hinten: grauer Stoff | 6. Juli 1950       | Kühlerfigur: Hl. Georg mit dem Drachen, entworfen vom Künstler Edward Seago, aus Silber; kann auf die Kühler verschiedener Fahrzeuge aufgesetzt werden. Mit einem speziellen Fahrersitz ausgestattet für den Fall, dass der Duke of Edinburgh selbst fahren wollte. In ihm fuhr die Königin zur Eröffnungssitzung des Parlaments 1954. |
| 4AF4        | Rolls Royce                                                                                                   | Park Ward           | Pick-up                   | ~                              | grau                                                     | ~                                         | 1. Oktober 1950    | Versuchsfahrzeug für die Fabrik. Er wurde 1963 demontiert. |
| 4AF6        | Mohammad Reza Pahlavi, Schah von Persien                                                                      | H. J. Mulliner      | Cabriolet 2 Türen         | 5077/7205                      | blau/silber                                              | weiß                                      | 3. Dezember 1951   | 1959 verschrottet. |
| 4AF8        | Abdullah III Al-Salim Al-Sabah, Emir von Kuwait                                                               | H. J. Mulliner      | Limousine 6 Sitzplätze    | 5153/7206                      | beige/königsblau                                         | biscuitfarben                             | Juli 1951          | ~ |
| 4AF10       | Prinz Henry, Herzog von Gloucester                                                                            | Hooper              | Limousine                 | 9663/8292                      | schwarz                                                  | rehbraun                                  | 1. September 1951  | Ist im Film Arabeske (1966) zu sehen. |
| 4AF12       | Ernest Hives, Direktor von Rolls-Royce, dann Prinzessin Marina von Griechenland und Dänemark, Duchess of Kent | Hooper              | Limousine 7 Sitze         | 9719/8307                      | blau                                                     | beige                                     | 1. Juli 1951       | ~ |
| 4AF14       | General Francisco Franco, Staatschef Spaniens                                                                 | H. J. Mulliner      | Limousine 5 Sitze         | 5035/7181                      | schwarz                                                  | beige                                     | 13. Juni 1952      | Gepanzerte Ausführung (hinterer Teil) |
| 4AF16       | General Francisco Franco                                                                                      | H. J. Mulliner      | Limousine 7 Sitze         | 5036/7181                      | schwarz                                                  | beige                                     | 4. Juli 1952       | Gepanzerte Ausführung (hinterer Teil) |
| 4AF18       | General Francisco Franco                                                                                      | H. J. Mulliner      | Cabriolet 4 Türen         | 4945/7183                      | schwarz                                                  | grünes Leder                              | 28. März 1952      | Dieser Wagen wurde offiziell erstmals am 18. Juli 1952 für eine Siegesparade genutzt. Gepanzerte Ausführung (hinterer Teil) |
| 4AF20       | Aga Khan III., Sultan Mohammed Shah                                                                           | Hooper              | Sedanca de Ville          | 9750/8293                      | dunkelgrün                                               | rotes Leder                               | Mai 1952           | Der Kaufvertrag enthielt eine Klausel, die den Weiterverkauf untersagte. Nach dem Tod Aga Khans jedoch verkaufte seine Witwe den Wagen an das Mayfair-Lennox-Hotel in Missouri, wo man ihn zum Transport der Gäste von und zum Flughafen einsetzte. Wegen seines hierfür unzureichenden Kofferraumvolumens aber wurde es 1962 wieder weiterverkauft. Zeitweise war der Wagen rot-metallic lackiert, vor kurzem ließ ihn sein aktueller Besitzer wieder in der ursprünglichen grünen Farbe lackieren. Anstelle der üblichen Kühlerfigur hatte dieser Wagen eine Lalique-Kristall-Figur in Form eines Greifvogels. |
| 4AF22       | Prinz Talal von Saudi-Arabien                                                                                 | Franay (Frankreich) | Cabriolet 4 Türen         | -/7183                         | cremeweiß/grün                                           | günes Leder                               | Juni 1952          | Der einzige Phantom IV mit französischer Karosserie. Dieser Wagen war in der Arbeitsbeschreibung als Sedanca de Ville aufgeführt, letztlich wurde aber dann ein 4-türiges Cabriolet gebaut. |
| 4BP1        | König Faisal II. des Irak                                                                                     | Hooper              | Limousine                 | 9890/8361                      | schwarz                                                  | rotes Leder                               | 26. März 1953      | Speziell für die Krönungszeremonie angefertigt. |
| 4BP3        | 'Abd al-Ilah, Prinzregent des Irak                                                                            | Hooper              | Touring-Limousine 7 Sitze | 9891/8370                      | schwarz                                                  | hellblaues Leder                          | 26. März 1953      | Speziell für die Krönungszeremonie des Neffen, König Faisal II., angefertigt. Jahre später wurden alle Mitglieder der Königlichen Familie während des Staatsstreiches von 1958 getötet. Damals war der Wagen gerade wegen einer Inspektion bei Hooper in London und blieb erhalten. |
| 4BP5        | Elisabeth II., Königin von Großbritannien                                                                     | Hooper              | Landaulet                 | 9941/8399                      | schwarz/braun                                            | Vorne:blaues Leder, hinten: grauer Stoff  | 1. Mai 1954        | Rolls-Royce behielt diesen Wagen speziell für die britische Königin. 1959 kaufte sie ihn endlich und er wurde bis in die späten 1980er-Jahre von der Königlichen Familie genutzt. |
| 4BP7        | Prinzessin Margaret, Countess of Snowdon                                                                      | H. J. Mulliner      | Limousine 7 Sitze         | 5686/7368                      | schwarz                                                  | beiger Stoff                              | 16. Juli 1954      | Der Wagen wurde von Prinzessin Margaret gekauft und sie wählte den Pegasus, der von Edward Seago entworfen und von der Louis Lejeune Ltd. in London angefertigt wurde, als Kühlerfigur. Der Wagen wurde mit einem einstellbaren Fahrersitz geliefert, für den Fall, dass die Prinzessin selbst fahren wollte. |
| 4CS2        | Abdullah III Al-Salim Al-Sabah, Emir von Kuwait                                                               | H. J. Mulliner      | Limousine 6 Sitze         | 5724/7376                      | Zweifarbenlackierung, grün                               | olivgrünes Leder                          | 1. Februar 1955    | ~ |
| 4CS4        | Abdullah III. Al-Salim Al-Sabah, Emir von Kuwait                                                              | H. J. Mulliner      | Limousine                 | 5725/7376                      | goldenes Kupfer und silber                               | beige                                     | August 1955        | ~ |
| 4CS6        | Mohammad Reza Pahlavi, Schah von Persien                                                                      | Hooper              | Limousine                 | 10177/8425                     | schwarz, später Umlackierung in bordeaux                 | graues Leder                              | Oktober 1956       | 1977 war der Wagen in London wegen “größerer Reparaturen und Neuausstattung”. Nach drei Jahren und Reparaturen von angeblich US-$ 25.000,-- verblieb der Wagen immer noch in England. Es gab Diskussionen darüber, wem das Auto letztendlich gehörte, dem abgesetzten Schah oder Repräsentanten der iranischen Botschaft, die angaben, der Wagen gehörte ihrem Land. Schließlich verlor die im Exil lebende Familie Pahlavi den Prozess über die Eigentümerschaft vor einem britischen Gericht. Der Wagen ist zurzeit im National Car Museum of Iran ausgestellt.                                                |